# SV Bilk 13
Der SV Bilk 13 (offiziell: Düsseldorfer Spielverein Bilk 13 e. V.) war ein Sportverein aus dem Düsseldorfer Stadtteil Bilk. Die erste Fußballmannschaft spielte zwei Jahre in der höchsten niederrheinischen Amateurliga.

## Geschichte
Der Verein wurde im Jahre 1913 als Vorwärts Bilk gegründet und änderte seinen Namen im Jahre 1947 in SV Bilk 13. Die ersten sportlichen Erfolge erreichte der Verein in den 1930er Jahren. 1931 stiegen die Bilker in die seinerzeit zweitklassige 1. Bezirksklasse Berg/Mark auf. Nach dem Ende des Zweiten Weltkrieges wurde die Mannschaft 1949 Vizemeister der Bezirksklasse und scheiterte in der Relegation zur Landesliga, seinerzeit die höchste Amateurliga des Niederrheins, am SV Beeckerwerth. Ein Jahr später gelang schließlich als Meister der Sprung in die Landesliga. Nach dem sofortigen Wiederabstieg wurden die Bilker in der folgenden Saison 1951/52 gar in die Kreisklasse durchgereicht.
In den 1960er Jahren ging es wieder aufwärts. Nach der Rückkehr in die Bezirksklasse im Jahre 1960 schafften die Bilker in der folgenden Saison ungeschlagen den Durchmarsch in die Landesliga, die nach der Einführung der Verbandsliga Niederrhein 1956 nur noch die zweithöchste Amateurliga war. Im Jahre 1965 wurden die Bilker Landesligavizemeister hinter Viktoria Wuppertal, bevor die Mannschaft fünf Jahre später in die Bezirksklasse abstieg und nicht mehr in höhere Spielklassen zurückkehrte.

## Nachfolgeverein DJK Sparta Bilk
Im Jahre 1978 fusionierte der SV Bilk 13 mit der im Jahre 1919 gegründeten DJK Sparta Düsseldorf zur DJK Sparta Bilk Düsseldorf, kurz Sparta Bilk. Fünf Jahre später schloss sich der 1949 gegründete Spielverein Düsseldorf-Hamm dem Verein an.
Gleich in der ersten Saison nach der Fusion stieg die Mannschaft in die Kreisliga ab. Zwischen 1983 und 1985 gaben die Bilker ein kurzes Gastspiel in der Bezirksliga. Erst im Jahre 1999 gelang der Wiederaufstieg, bevor es 2006 wieder runter in die Kreisliga A ging. Nach einem erneut kurzen Gastspiel in der Saison 2013/14 gelang dann im Jahre 2018 der erneute Sprung in die Bezirksliga.
Ex-Profil Alon Abelski war als Spieler und der ehemalige polnische Nationalspieler Richard Cyron als Trainer bei der DJK Sparta Bilk aktiv. Laura Pucks wurde Bundesligaspielerin bei der SGS Essen. Die Heimspiele werden in der Bezirkssportanlage Fährstraße ausgetragen, die Platz für 2000 Zuschauer bietet. Es wird auf Kunstrasen gespielt.